# Trophée mondial de course en montagne 1995
Navigation
1994 1996
Le Trophée mondial de course en montagne 1995 est une compétition de course en montagne qui s'est déroulée le 10 septembre 1995 à Édimbourg en Écosse. Il s'agit de la onzième édition de l'épreuve.

## Résultats
La course masculine junior se déroule sur un parcours de 7,85 km et 450 m de dénivelé. Les Italiens effectuent une course groupée mais voient l'Anglais Matthew Moorehouse s'immiscer dans leurs rangs. Maurizio Bonetti parvient à s'imposer devant l'Anglais tandis que le Tchèque Martin Brusák arrache la troisième marche du podium.
La course féminine a lieu sur le même tracé que celui des juniors. Les deux favorites Gudrun Pflüger et Isabelle Guillot se retrouvent à nouveau en tête mais leur duel est menacé par l'Italienne Nives Curti. Défendant sa position face à cette dernière, Isabelle assure sa deuxième place et permet à Gudrun de prendre l'avantage pour remporter son troisième titre. La France remporte le classement par équipes devant l'Italie et l'Angleterre.
Le parcours de l'épreuve senior masculine mesure 12,2 km pour 820 m de dénivelé. Encouragé par son public, l'Écossais Tommy Murray prend un excellent départ et mène la course, suivi de près par l'armada italienne. Suivant de près le leader, Lucio Fregona attend patiemment la fin de course pour porter son attaque et doubler Tommy pour s'emparer du titre. Marco Toini complète le podium devant ses coéquipiers Antonio Molinari, Andrea Agostini et Roberto Barbi. L'Italie domine aisément le classement par équipes. L'Écosse et l'Angleterre complètent le podium.

### Seniors

#### Courses individuelles
| Rang               | Athlète          | Pays               | Temps       |
| ------------------ | ---------------- | ------------------ | ----------- |
| Médaille d'or      | Lucio Fregona    | Italie             | 51 min 17 s |
| Médaille d'argent  | Tommy Murray     | Écosse             | 51 min 46 s |
| Médaille de bronze | Marco Toini      | Italie             | 52 min 1 s  |
| 4                  | Antonio Molinari | Italie             | 52 min 55 s |
| 5                  | Andrea Agostini  | Italie             | 52 min 57 s |
| 6                  | Roberto Barbi    | Italie             | 53 min 4 s  |
| 7                  | Robert Quinn     | Écosse             | 53 min 20 s |
| 8                  | Václav Ožana     | République tchèque | 53 min 59 s |

| Rang               | Athlète             | Pays       | Temps       |
| ------------------ | ------------------- | ---------- | ----------- |
| Médaille d'or      | Gudrun Pflüger      | Autriche   | 37 min 0 s  |
| Médaille d'argent  | Isabelle Guillot    | France     | 37 min 32 s |
| Médaille de bronze | Nives Curti         | Italie     | 37 min 43 s |
| 4                  | Catherine Lallemand | Belgique   | 38 min 14 s |
| 5                  | Stéphanie Manel     | France     | 38 min 25 s |
| 6                  | Sarah Young         | Angleterre | 39 min 12 s |
| 7                  | Isabella Moretti    | Suisse     | 39 min 27 s |
| 8                  | Mirella Cabodi      | Italie     | 39 min 31 s |

#### Courses par équipes
| Rang               | Pays | Points |
| ------------------ | --- | ------ |
| Médaille d'or      | Italie Lucio Fregona (1er) Marco Toini (3e) Antonio Molinari (4e) Andrea Agostini (5e) Roberto Barbi (6e) Gino Caneva (16e) | 13     |
| Médaille d'argent  | Écosse Tommy Murray (2e) Robert Quinn (7e) Colin Donnelly (17e) Graeme Bartlett (21e) Peter Dymoke (35e) John Hepburn (55e) | 47     |
| Médaille de bronze | Angleterre John Taylor (10e) Craig Roberts (11e) Mark Kinch (13e) Greg Hull (28e) Keith Anderson (29e)                      | 62     |

| Rang               | Pays                                                                                      | Points |
| ------------------ | ----------------------------------------------------------------------------------------- | ------ |
| Médaille d'or      | France Isabelle Guillot (2e) Stéphanie Manel (5e) Evelyne Mura (10e) Odile Lévêque (11e)  | 17     |
| Médaille d'argent  | Italie Nives Curti (3e) Mirella Cabodi (8e) Maria Grazia Roberti (9e) Valeria Colpo (25e) | 20     |
| Médaille de bronze | Angleterre Sarah Young (6e) Sarah Rowell (12e) Anne Buckley (23e) Lucy Wright (26e)       | 41     |

### Juniors

#### Courses individuelles
| Rang               | Athlète            | Pays               | Temps       |
| ------------------ | ------------------ | ------------------ | ----------- |
| Médaille d'or      | Maurizio Bonetti   | Italie             | 33 min 21 s |
| Médaille d'argent  | Matthew Moorehouse | Angleterre         | 33 min 42 s |
| Médaille de bronze | Martin Brusák      | République tchèque | 33 min 47 s |

#### Courses par équipes
| Rang               | Pays                                                                                          | Points |
| ------------------ | --------------------------------------------------------------------------------------------- | ------ |
| Médaille d'or      | Italie Maurizio Bonetti (1er) Emanuele Manzi (4e) Marco De Nigris (5e) Marco De Gasperi (7e)  | 10     |
| Médaille d'argent  | République tchèque Martin Brusák (3e) Miloslav Suchý (6e) Lubomir Dryják (8e) Luděk Šír (44e) | 17     |
| Médaille de bronze | France Alix Tauriac (10e) Cyril Merle (11e) Cédric Bailly (20e) Éric Tournier (20e)           | 41     |